# Khan Buzay
Khan Buzay, op. 86 (russisch Хан Буцае), ist eine nicht realisierte Oper in zwei Akten (49 Bilder) von  Sergei Prokofjew, basierend auf kasachischer Folklore. Das Libretto schrieben Sergei Prokofjew und Mira Mendelson, die 1943 und 1946 an der Oper arbeiteten.

## Entstehung
Nachdem Prokofjew 1927 in die Sowjetunion zurückgekehrt war, präsentierte ihm Zatjewitsch die Kopie eines Autographs mit einer Sammlung von Liedern, die er schließlich Anfang der 1940er-Jahre bei der Vorbereitung zu einer staatlichen Auftragskomposition, der Oper Khan Buzay nach ihrem Charakter und den rituellen Eigenschaften kategorisierte; dabei half ihm ein Essay, der im August/September 1939  in der Zeitschrift Literatur und Kunst in Kasachstan (Literatura i iskusstvo Kazakhstana) erschienen war. 99 der Melodien fielen in die Gruppe ruhiger Lyrismus, mit einer Untergruppe von zwölf Liedern, die er für eine eventuelle Verwendung in die Oper auswählte.  Die anderen Kategorien waren traurige und wütende Melodien, langsame und schnelle Tänze, breit angelegte Melodien, Klagelieder und Märsche.
Der Plot der Geschichte um Khan Buzay war, dass dieser übermächtige Khan zwei Hörner trägt, die ihn mit Mut und Weisheit, aber auch mit der Kontrolle über die Menschen ausstattet. Als Nachwirkung seiner Arbeit mit Eisenstein, Alexander Fainzimmer und Michail Romm  plante Prokofjew Kahn Buzay als cinematographische Oper; die drei Akte waren in Einstellungen (kadri) unterteilt, von denen manche lediglich eine Länge von weniger als einer Minute hatten. Prokofjew sah 22 dieser Einstellungen für den ersten Akt vor, 27 für den zweiten Akt. Obwohl für ein kleineres Regionaltheater vorgesehen, hatte Prokofjew dabei stets eine großformatige Oper im Blick. Während er in Der Spieler, Die Liebe zu den drei Orangen, Der feurige Engel und Semjon Kotko das Nummernformat durch durchkomponierte Elemente ersetzt hatte, tauschte er dies wiederum bei Khan Buzay durch cinematographische Vignetten aus. „In Khan Buzay erlangten dramaturgische These und Antithese eine Synthese.“
Die Hauptarbeit an dem Libretto erledigte Mira Mendelson in Zusammenarbeit mit dem Komponisten beim Aufenthalt in Perm im September 1943. Die Klavier-Noten stellte Prokofjew am 15. September, die Orchestrierung am 1. November 1943 fertig. Nach seiner Rückkehr nach Moskau nach Kriegsende unterbrach er die Arbeit an der Oper und nahm sie erst 1946 wieder auf, als er die Szenen neu ordnete und Mira das Manuskript abtippen ließ. Am 23. August 1946 gab er das Projekt endgültig auf, wartete aber bis zum 16. April 1947, um die Kommission für Kunstangelegenheiten offiziell darüber zu informieren, dass er die Arbeit an dem Opernprojekt eingestellt habe und nun bereit sei, die dafür erhaltenen Zahlungen zurückzuerstatten. Zu diesem Zeitpunkt legte Prokofjew die Oper zugunsten der Violinsonate in F-Dur zur Seite, die er bereits 1938 begonnen hatte. Von dem Opernmanuskript blieben 49 doppelseitig beschriebene Blätter erhalten.